# Хисаши Канеко
Хисаши Канеко (на японски: 金子 久) е японски футболист.

## Национален отбор
Записал е и 7 мача за националния отбор на Япония.
| Япония | Япония | Япония |
| Година | Мачове | Голове |
| ------ | ------ | ------ |
| 1986   | 3      | 0      |
| 1987   | 4      | 1      |
| Общо   | 7      | 1      |